# Dai 2 Seichōki
Dai 2 Seichōki (第②成長記 (Daini Seichōki?)) è il secondo album in studio del gruppo femminile giapponese Berryz Kobo, pubblicato nel 2005.

## Tracce
1. Special Opening (スッペシャルOP?)
2. Special Generation (スッペシャルジェネレーション?)
3. Nanchū Koi o Yatterū You Know? (なんちゅう恋をやってる YOU KNOW？?)
4. Joshi Basket-Bu (Asaren Atta Hi no Kamigata) (女子バスケット部～朝練あった日の髪型～?)
5. Koi no Jubaku (恋の呪縛?)
6. Ohiru no Kyūkeijikan. (お昼の休憩時間。?)
7. Happiness (Kōfuku Kangei!)
8. Sabori (さぼり?)
9. 21ji made no Cinderella (21時までのシンデレラ?)
10. Aisuru Hito no Namae wo Nikki ni (愛する人の名前を日記に?)
11. Berryz Kobo Kōshinkyoku (Berryz工房行進曲?)
12. Special Ending (スッペシャルED?)

## Formazione
- Saki Shimizu
- Momoko Tsugunaga
- Chinami Tokunaga
- Miyabi Natsuyaki
- Maasa Sudō
- Yurina Kumai
- Risako Sugaya